# Clan d'Oiche
 (novembre 2011).
Si vous disposez d'ouvrages ou d'articles de référence ou si vous connaissez des sites web de qualité traitant du thème abordé ici, merci de compléter l'article en donnant les références utiles à sa vérifiabilité et en les liant à la section « Notes et références ».
Clan d'Oiche est un groupe de musique irlandaise, originaire du pays Bigouden (Finistère), fondé en 2000.

## Biographie
Clan d'Oiche est créé en 2000 à l'initiative de trois instrumentistes. Le groupe tourne aujourd'hui à six musiciens (fiddle, harpe celtique, flûtes-uilleann pipes, guitares, claviers, batterie), entre quatre et sept danseurs et deux techniciens.
La famille de nuit (traduction du gaélique irlandais de clan d'oiche) promène ainsi ses musiques et ses danses sur de nombreuses scènes, avec plus de 200 concerts et trois CD à son actif. Il participe chaque été aux festivals bretons (Mondial'Folk en 2013, Vieux gréements de Paimpol en 2012, Gouel an Eost en 2010 et 2011, Mouezh ar Gelted et Celtival en 2010, Kastel Paol en 2009, festival des 4 clochers en 2008...) et se produisent régulièrement ailleurs (à Paris, au Cap-Ferret, au Mans, en Normandie, dans les Alpes).
Ils font partie des quelques groupes de musiciens bretons spécialisés dans la musique irlandaise et un des rares à l'illustrer avec le spectacle de la danse (reels, jigs, valses, claquettes). Avec diverses influences, du rock à l'électro, ils modernisent la musique traditionnelle par des arrangements actuels (rock celtique). Cela est bien présent sur l'album studio Radio Clan d'Oiche sorti en 2008. Clan d'Oiche fête ses 10 ans d'existence en 2010 et enregistre un DVD Live en 2011. Le public est réceptif à la musique festive et l'énergie du groupe.

## Discographie
- 2004 : Clan d'Oiche

1. Farewell to Erin
2. Kiss the Quaker's Wife
3. The Boys of Mallow
4. Oran Calum Sgaire
5. Tap-dancing Reels
6. The Rights of Man
7. Morrison's Jig
8. Carrickfergus
9. Musical Priest
10. The Star of Munster

- 2006 : Two O'Clock

1. Fondue bourguignonne (Reels)
2. Polk'Aleth (Polkas)
3. Two O'clock (Reels)
4. The Humours of Tullycrine (Hornpipe)
5. Pachelbel
6. Captain O'Kane (Valse)
7. Trio Pijama (Reels)
8. Monaghan Jig (Jigs)
9. Duo de gammes
10. Meilte Cheann Dubhrann
11. Dublin Streets (Slip jigs et jig)
12. Tuttle's Reel (Reel)
13. Ar Cosa In Airde, Le doux galop des biches dans les fourrés (Claquettes)

- 2008 : Radio Clan d'Oiche[6]

1. Spoutnik reel
2. Butterfly
3. Fermoy lasses
4. Gan Ainm
5. Green Flash
6. Mo Ghile Mear
7. Lord Mayo
8. Lament
9. Samantha
10. Song for the Ladies of Ballina
11. Mitchelstown
12. Rasta Jojo

- 2012 : En concert (DVD)Enregistrement public du concert du 29 octobre 2011 au Triskell de Pont L'Abbé.

1. Storm reel [Mac Cauley's (trad)]
2. Fondue bourguignonne [Dinky's / Mason's Apron (all trad)]
3. Duo de gammes [The golden castle (Junior Crehan) / The broken pledge (trad)]
4. Mo ghile mear (trad)
5. The butterfly (trad)
6. As I roved out (trad)
7. Swimming pool [hornpipe / Crowley's reel / Donegal reel (all trad)]
8. Wake up [Wake up (Antoine Solmiac) / Glens of Aherlow (trad)]
9. Shining ties (tap dance)
10. Fire fox [Murtough Mulloy / The foxhunter (all trad)]
11. Paddy's Lament (trad)
12. Bad boys (tap dance)
13. Gypsy reel [The wedding reel (trad) / Farewell to Tchernobyl (Michael Ferry) / John Kelly's (trad)]
14. Reel pilaf [A punch in the dark (Jerry Banjo O'Connor) / Drowsy Maggie (trad)]
15. The morning dew (trad)
16. Moby reel [part 1 et 2 (Antoine Solmiac)]
17. Whiskey in the jar (trad)
18. Fermoy lasses [(The Fermoy lasses / Green of Erin grove (all trad)]

## Composition du groupe

### Membres actuels
- Antoine Solmiac : fiddle (violon)
- Jean-Pierre Evenat : flûtes, uilleann pipes, chant
- Igor Gardes : claviers, machines
- Aleth Gobry : harpe celtique, chant
- Philippe Solmiac : guitares, chant
- Alexandre Le Floc'h : batterie
- Danseur(s) : Tom Guguin, Alex van Niekerk
- Danseuses : Delphine Larour, Céline van Niekerk, Heidi Welter, Carla Ridel, Noriane Le Berre
- Techniciens : Goulven Cosquer, Kevin Walch.

### Anciens membres

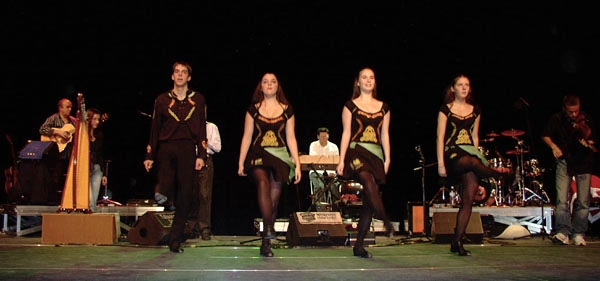

- Julien Grignon (percussions, batterie), 2000 à 2005
- Lucie Poiron (danse), 2002 à 2008
- Jonathan Kologrecki (danse, percussions), 2002 à 2009
- Romain Nédellec (technicien), 2002 à 2010
- Sandra Grignon (claviers), 2002-2003
- Mathilde Rio (danse), 2006-2007
- Marine Bouyer (danse) 2006 à 2009
- Riwan Leroux (batterie), 2006
- Dominique Debonne (batterie), 2007
- Laura Bouyer (danse) 2007 à 2009
- Marion Hébert (danse), 2008 à 2010
- Nolwenn Pruvost (danse), 2009 à 2010
- Esther Damis (danse), 2008 à 2012
- Bernard Le Vagueresse (percussions), 2010 à 2012
- Camille Damis (danse), 2010 à 2012